# 茧迹
茧迹（英文名：cocoonlee）是一个以旗袍、秀禾服及龙凤褂等中式礼服为主的高定品牌，该品牌还曾在2015中国国际时装周、2021武汉时装周等秀场亮相，而且还曾做过2020年总台春晚主持人张舒越的绿色刺绣旗袍、2022年总台春晚主持人马凡舒的白色蕾丝旗袍等一部分明星或主持人的中式服装